# Rhinos Milano 2012
Questa voce raccoglie le informazioni riguardanti i Rhinos Milano nelle competizioni ufficiali della stagione 2012.

## Roster
| Roster dei Rhinos Milano (2012) |
| --- |
| Quarterback - 4 Giovanni Silva - 10 Marco Gementi - 12 Taylor Craig Harris Running Back - 8 Alessandro Ummarino - 11 Gabrieli Arioli RB/P - 18 Michele Invernizzi - 25 Giacomo Querzola - 32 Michele Piazza - 34 Christian Bianchi - 36 Davide Manservisi - 40 Mattia Binda - 85 Niccolò De Vecchi Wide Receiver - 5 Luca Catalano - 7 Tommaso Meregalli - 9 Steve Delich - 17 Alessandro Peveraro - 80 Alfredo Bandini - 81 Ruben Dario Fioriti - 84 Marco Di Paolo - 88 Giacomo Bonanno - -- Andrea Cardarelli Tight End - 2 Matteo Piccoli - 89 Paolo Paiano Offensive Linemen - 60 Hamdi Ahmed - 61 Corrado Camerino - 65 Carlo Grassi - 66 Andrea Menechini - 69 Andrea Scola - 70 Lieto Moreno - 72 Federico Taraballi - 73 Giuseppe Pantano - 74 Tommaso Dick - 75 Luca Cova - 77 Mattep Pella - 78 Marco Gallon Defensive Linemen - 6 Luca Bellora - 50 Luca Chirico - 54 Carlo Raco - 57 Marco Gallo - 76 Dario Todisco - 91 Edoardo Colombo - 96 Paolo Zorzi - 98 Marco Mereu - 99 Simone Esposito Linebacker - 23 Marwan Bedrush - 26 Marco Aletti - 30 Mosé Pettorossi - 44 Daniele Pezza - 51 Marcello Elmi - 53 Andrea Basso - 56 Milo Fabbrocini - 90 Luca Raldiri - 92 Alessandro Cerbone - 95 Giuseppe Pisoni Defensive Back - 1 Alessandro Viatore - 3 Jamal Schulters - 14 Pietro Silleni - 15 Federico Pasquini SS/LB - 19 Francesco Roccotiello - 20 Antonio Delaria CB - 21 Francesco Pochettino - 22 Lane Olson CB/WR - 24 Fabio Pessi - 25 Travis Shelton - 27 Christian Thomas Taverna - 33 Pietro Riva Special Team {{{st}}} Coaching staff - Roberto D'Ambrosio |

## Italian Football League 2012

### Regular season
| Milano 3 marzo 2012, ore 18:00 CEST 2ª giornata | Rhinos Milano | 14 – 20 (d.t.s.) (6-6 2-0 0-0 6-8 0-6) referto                                                                                | Hogs Reggio Emilia | Velodromo Maspes-Vigorelli (750 spett.) |
| \| \| \| \| \| Binda M. Q1 (TD) 3yd run Pezza D. Q2 (saf) safety Bonanno G. Q4 (TD) 25yd pass da Harris T. \| Marcatori \| Williams E. Q1 (TD) 8yd run Fontanesi M. Q4 (TD) 20yd fumble return Gallegati L. Q4 (tpc) rush Williams E. (OT) (TD) 12yd run \| |               | |                    |                                         |
| |               | |                    |                                         |
| Binda M. Q1 (TD) 3yd run Pezza D. Q2 (saf) safety Bonanno G. Q4 (TD) 25yd pass da Harris T. | Marcatori     | Williams E. Q1 (TD) 8yd run Fontanesi M. Q4 (TD) 20yd fumble return Gallegati L. Q4 (tpc) rush Williams E. (OT) (TD) 12yd run |                    |                                         |

| Arbitro: | Agostini |

|                           |           | |
| Harris H. Q1 (TD) 2yd run | Marcatori | Bianchi C. Q2 (TD) 1yd run Catalano L. Q3 (TD) 13yd pass da Harris T. Schulters J. Q3 (tpc) rush Schulters J. Q3 (TD) 38yd run |

| Milano 3 marzo 2012, ore 18:00 CEST 4ª giornata | Rhinos Milano | 46 – 30 (21-6 13-8 12-8 0-8) referto | MisterSex Marines Lazio | Velodromo Maspes-Vigorelli (500 spett.) |
| \| \| \| \| \| Schulters J. Q1 (TD) 1yd run Piccoli M. Q1 (pat) Olson L. Q1 (TD) 7yd pass da Harris T. Piccoli M. Q1 (pat) Olson L. Q1 (TD) 30yd pass da Harris T. Piccoli M. Q1 (pat) Catalano L. Q2 (TD) 45yd pass da Harris T. Schulters J. Q2 (TD) 2yd run Piccoli M. Q2 (pat) Arioli G. Q3 (TD) 11yd pass da Harris T. Peveraro A. Q3 (TD) 12yd pass da Harris T. \| Marcatori \| Pruitt K. Q1 (TD) 2yd pass da Barnes B. Pervis V. Q2 (TD) 41yd run D'Angelo L. Q2 (tpc) pass da Barnes B. Pruitt K. Q3 (TD) 3yd pass da Barnes B. D'Angelo L. Q3 (tpc) pass da Barnes B. Pervis V. Q4 (TD) 3yd pass da Barnes B. D'Angelo L. Q4 (tpc) pass da Barnes B. \| |               | |                         |                                         |
| |               | |                         |                                         |
| Schulters J. Q1 (TD) 1yd run Piccoli M. Q1 (pat) Olson L. Q1 (TD) 7yd pass da Harris T. Piccoli M. Q1 (pat) Olson L. Q1 (TD) 30yd pass da Harris T. Piccoli M. Q1 (pat) Catalano L. Q2 (TD) 45yd pass da Harris T. Schulters J. Q2 (TD) 2yd run Piccoli M. Q2 (pat) Arioli G. Q3 (TD) 11yd pass da Harris T. Peveraro A. Q3 (TD) 12yd pass da Harris T. | Marcatori     | Pruitt K. Q1 (TD) 2yd pass da Barnes B. Pervis V. Q2 (TD) 41yd run D'Angelo L. Q2 (tpc) pass da Barnes B. Pruitt K. Q3 (TD) 3yd pass da Barnes B. D'Angelo L. Q3 (tpc) pass da Barnes B. Pervis V. Q4 (TD) 3yd pass da Barnes B. D'Angelo L. Q4 (tpc) pass da Barnes B. |                         |                                         |

| Milano 31 marzo 2012, ore 18:00 CEST 5ª giornata | Seamen Milano | 33 – 34 (13-0 13-8 7-20 0-6) referto | Rhinos Milano | Velodromo Maspes-Vigorelli, via Arona 19 (1300 spett.) |
| \| \| \| \| \| Di Michele Al. Q1 (TD) 43yd run Mazzarelli M. Q1 (pat) Di Michele An. Q1 (TD) 20yd interception return Bonaparte D. Q2 (TD) 5yd run Di Michele An. Q2 (TD) 47yd pass da La Secla J. Mazzarelli M. Q2 (pat) Gozzani C. Q3 (TD) 19yd pass da La Secla J. Mazzarelli M. Q3 (pat) \| Marcatori \| Delaria A. Q2 (tpc) PAT return Schulters J. Q2 (TD) 5yd pass da Harris T. Harris T. Q3 (TD) 1yd run Olson L. Q3 (TD) 22yd pass da Harris T. Piccoli M. Q3 (tpc) rush Schulters J. Q3 (TD) 6yd run Gementi M. Q4 (TD) 22yd pass da Harris T. \| |               | |               |                                                        |
| |               | |               |                                                        |
| Di Michele Al. Q1 (TD) 43yd run Mazzarelli M. Q1 (pat) Di Michele An. Q1 (TD) 20yd interception return Bonaparte D. Q2 (TD) 5yd run Di Michele An. Q2 (TD) 47yd pass da La Secla J. Mazzarelli M. Q2 (pat) Gozzani C. Q3 (TD) 19yd pass da La Secla J. Mazzarelli M. Q3 (pat) | Marcatori     | Delaria A. Q2 (tpc) PAT return Schulters J. Q2 (TD) 5yd pass da Harris T. Harris T. Q3 (TD) 1yd run Olson L. Q3 (TD) 22yd pass da Harris T. Piccoli M. Q3 (tpc) rush Schulters J. Q3 (TD) 6yd run Gementi M. Q4 (TD) 22yd pass da Harris T. |               |                                                        |

| Milano 14 aprile 2012, ore 18:00 CEST 7ª giornata                                                                              | Rhinos Milano | 12 – 6 (d.t.s.) (0-0 0-6 0-0 6-0 6-0) referto | Lions Bergamo | Velodromo Maspes-Vigorelli, via Arona 19 (400 spett.) |
| \| \| \| \| \| Olson L. Q4 (TD) 10yd pass da Harris T. Harris H. (OT) (TD) 6yd run \| Marcatori \| Forte D. Q1 (TD) 1yd run \| |               |                                               |               |                                                       |
| |               |                                               |               |                                                       |
| Olson L. Q4 (TD) 10yd pass da Harris T. Harris H. (OT) (TD) 6yd run                                                            | Marcatori     | Forte D. Q1 (TD) 1yd run                      |               |                                                       |

| Bologna 21 aprile 2012, ore 21:00 CEST 8ª giornata | Warriors Bologna | 28 – 20 (0-0 14-0 7-0 7-20) referto | Rhinos Milano | C.S. Bernardi Lunetta Giamberini, via degli Orti 60 (1102 spett.) |
| \| \| \| \| \| Watt E. Q2 (TD) 1yd run Parlangeli M. Q2 (TD) 5yd pass da Watt E. Panzani M. Q2 (tpc) pass da Watt E. Watt E. Q3 (TD) 41yd run Guerra M. Q3 (pat) Scott J. Q4 (TD) 1yd run Guerra M. Q4 (pat) \| Marcatori \| Delich S. Q4 (TD) 23yd pass da Harris T. Harris T. Q4 (TD) 14yd run Delich S. Q4 (tpc) pass da Harris T. Olson L. Q4 (TD) 73yd pass da Harris T. \| |                  | |               |                                                                   |
| |                  | |               |                                                                   |
| Watt E. Q2 (TD) 1yd run Parlangeli M. Q2 (TD) 5yd pass da Watt E. Panzani M. Q2 (tpc) pass da Watt E. Watt E. Q3 (TD) 41yd run Guerra M. Q3 (pat) Scott J. Q4 (TD) 1yd run Guerra M. Q4 (pat) | Marcatori        | Delich S. Q4 (TD) 23yd pass da Harris T. Harris T. Q4 (TD) 14yd run Delich S. Q4 (tpc) pass da Harris T. Olson L. Q4 (TD) 73yd pass da Harris T. |               |                                                                   |

| Milano 29 aprile 2012, ore 18:00 CEST 9ª giornata | Rhinos Milano | 49 – 30 (12-6 17-6 7-6 13-12) referto | Elmo Doves Bologna | Velodromo Maspes-Vigorelli, via Arona 19 (200 spett.) |
| \| \| \| \| \| Piazza M. Q1 (TD) 3yd run Binda M. Q1 (TD) 3yd run Delich S. Q2 (TD) 23yd pass da Harris T. Harris H. Q2 (TD) 8yd run Olson L. Q2 (tpc) pass da Harris T. Piccoli M. Q2 (FG) 28yd field goal Olson L. Q3 (TD) 24yd pass da Harris T. Piccoli M. Q3 (pat) Binda M. Q4 (TD) 1yd run Binda M. Q4 (TD) 4yd run Piccoli M. Q4 (pat) \| Marcatori \| Devlin M. Q1 (TD) 6yd pass da Ashburn W. Devlin M. Q2 (TD) 6yd pass da Ashburn W. Stefani M. Q3 (TD) 9yd pass da Ashburn W. Ashburn W. Q4 (TD) 2yd run Stefani M. Q4 (TD) 5yd pass da Ashburn W. \| |               | |                    |                                                       |
| |               | |                    |                                                       |
| Piazza M. Q1 (TD) 3yd run Binda M. Q1 (TD) 3yd run Delich S. Q2 (TD) 23yd pass da Harris T. Harris H. Q2 (TD) 8yd run Olson L. Q2 (tpc) pass da Harris T. Piccoli M. Q2 (FG) 28yd field goal Olson L. Q3 (TD) 24yd pass da Harris T. Piccoli M. Q3 (pat) Binda M. Q4 (TD) 1yd run Binda M. Q4 (TD) 4yd run Piccoli M. Q4 (pat) | Marcatori     | Devlin M. Q1 (TD) 6yd pass da Ashburn W. Devlin M. Q2 (TD) 6yd pass da Ashburn W. Stefani M. Q3 (TD) 9yd pass da Ashburn W. Ashburn W. Q4 (TD) 2yd run Stefani M. Q4 (TD) 5yd pass da Ashburn W. |                    |                                                       |

| Milano 12 maggio 2012, ore 18:00 CEST 11ª giornata | Rhinos Milano | 21 – 44 (9-13 6-14 0-10 6-7) referto | Panthers Parma | Velodromo Maspes-Vigorelli, via Arona 19 (400 spett.) |
| \| \| \| \| \| Olson L. Q1 (TD) 34yd pass da Harris T. Piccoli M. Q1 (FG) 34yd field goal Schulters J. Q2 (TD) 2yd run Arioli G. Q4 (TD) 6yd pass da Harris T. \| Marcatori \| Finadri T. Q1 (TD) 7yd pass da Monardi T. Vergazzoli A. Q1 (pat) Sales T. Q1 (TD) 61yd pass da Monardi T. Grayson K. Q2 (TD) 7yd run Vergazzoli A. Q2 (pat) Spears J. Q2 (TD) 87yd run Vergazzoli A. Q2 (pat) Spears J. Q3 (TD) 78yd kickoff return Vergazzoli A. Q3 (pat) Vergazzoli A. Q3 (FG) 29yd field goal Malpeli Aval A. (q42) (TD) 2yd run Vergazzoli A. Q4 (pat) \| |               | |                |                                                       |
| |               | |                |                                                       |
| Olson L. Q1 (TD) 34yd pass da Harris T. Piccoli M. Q1 (FG) 34yd field goal Schulters J. Q2 (TD) 2yd run Arioli G. Q4 (TD) 6yd pass da Harris T. | Marcatori     | Finadri T. Q1 (TD) 7yd pass da Monardi T. Vergazzoli A. Q1 (pat) Sales T. Q1 (TD) 61yd pass da Monardi T. Grayson K. Q2 (TD) 7yd run Vergazzoli A. Q2 (pat) Spears J. Q2 (TD) 87yd run Vergazzoli A. Q2 (pat) Spears J. Q3 (TD) 78yd kickoff return Vergazzoli A. Q3 (pat) Vergazzoli A. Q3 (FG) 29yd field goal Malpeli Aval A. (q42) (TD) 2yd run Vergazzoli A. Q4 (pat) |                |                                                       |

| Arbitro: | Sala M. |

| |           | |
| Culbert M. Q2 (TD) 12yd pass da Bisiani A. Di Tunisi S. Q2 (pat) Culbert M. Q4 (TD) 34yd run Culbert M. Q4 (tpc) pass da Franklin J. Souder J. Q4 (TD) 8yd pass da Franklin J. Franklin J. Q4 (tpc) rush | Marcatori | Olson L. Q1 (TD) 8yd pass da Harris T. Piccoli M. Q1 (pat) Arioli G. Q1 (TD) 40yd pass da Harris T. Piccoli M. Q1 (pat) Schulters J. Q2 (TD) 2yd run Piccoli M. Q2 (pat) Bonanno G. Q3 (TD) 13yd pass da Harris T. Piccoli M. Q3 (pat) |

| Milano 27 maggio 2012, ore 16:15 CEST 13ª giornata | Rhinos Milano | 62 – 49 (14-13 21-21 21-15 6-0) referto | Energy Building Dolphins Ancona | Velodromo Maspes-Vigorelli, via Arona 19 (100 spett.) |
| \| \| \| \| \| Harris T. Q1 (TD) 48yd run Piccoli M. Q1 (pat) Schulters J. Q1 (TD) 4yd run Piccoli M. Q1 (pat) Binda M. Q2 (TD) 23yd run Piccoli M. Q2 (pat) Schulters J. Q2 (TD) 50yd run Piccoli M. Q2 (pat) Bonanno G. Q2 (TD) 23yd pass da Harris T. Piccoli M. Q2 (pat) Schulters J. Q3 (TD) 7yd run Piccoli M. Q3 (pat) Piazza M. Q3 (TD) 2yd run Piccoli M. Q3 (pat) Olson L. Q3 (TD) 273yd pass da Harris T. Piccoli M. Q3 (pat) Schulters J. Q4 (TD) 25yd run \| Marcatori \| Pagliaro J. Q1 (TD) 1yd run] Marchini M. Q1 (TD) 9yd pass da Pentello R. Soltana M. Q1 (pat) Rosnick D. Q2 (TD) 7yd pass da Pentello R. Rosnick D. Q2 (TD) 22yd pass da Pentello R. Soltana M. Q2 (pat) Limitone F. Q2 (TD) 5yd pass da Pentello R. Soltana M. Q2 (tpc) pass da Pentello R. Marchini M. Q3 (TD) 27yd pass da Pentello R. Aquinati L. Q3 (pat) Rosnick D. Q3 (TD) 34yd pass da Pentello R. Marchini M. Q2 (tpc) pass da Pentello R. \| |               | |                                 |                                                       |
| |               | |                                 |                                                       |
| Harris T. Q1 (TD) 48yd run Piccoli M. Q1 (pat) Schulters J. Q1 (TD) 4yd run Piccoli M. Q1 (pat) Binda M. Q2 (TD) 23yd run Piccoli M. Q2 (pat) Schulters J. Q2 (TD) 50yd run Piccoli M. Q2 (pat) Bonanno G. Q2 (TD) 23yd pass da Harris T. Piccoli M. Q2 (pat) Schulters J. Q3 (TD) 7yd run Piccoli M. Q3 (pat) Piazza M. Q3 (TD) 2yd run Piccoli M. Q3 (pat) Olson L. Q3 (TD) 273yd pass da Harris T. Piccoli M. Q3 (pat) Schulters J. Q4 (TD) 25yd run | Marcatori     | Pagliaro J. Q1 (TD) 1yd run] Marchini M. Q1 (TD) 9yd pass da Pentello R. Soltana M. Q1 (pat) Rosnick D. Q2 (TD) 7yd pass da Pentello R. Rosnick D. Q2 (TD) 22yd pass da Pentello R. Soltana M. Q2 (pat) Limitone F. Q2 (TD) 5yd pass da Pentello R. Soltana M. Q2 (tpc) pass da Pentello R. Marchini M. Q3 (TD) 27yd pass da Pentello R. Aquinati L. Q3 (pat) Rosnick D. Q3 (TD) 34yd pass da Pentello R. Marchini M. Q2 (tpc) pass da Pentello R. |                                 |                                                       |

| Catania 3 giugno 2012, ore 14:00 CEST 14ª giornata | Elephants Catania | 14 – 41 (7-7 0-14 0-0 7-20) referto | Rhinos Milano | Stadio Santa Maria Goretti, via Fonatan Rossa (200 spett.) |
| \| \| \| \| \| Lake J. Q1 (TD) 46yd pass da Marty E. Marty E. Q1 (pat) Barbagallo G. Q4 (TD) 3yd pass da Marty E. Marty E. Q4 (pat) \| Marcatori \| Arioli G. Q1 (TD) 29yd pass da Harris T. Arioli G. Q1 (pat) Olson L. Q2 (TD) 34yd pass da Harris T. Arioli G. Q2 (pat) Olson L. Q2 (TD) 66yd pass da Harris T. Arioli G. Q2 (pat) Arioli G. Q4 (TD) 17yd pass da Harris T. Arioli G. Q4 (pat) Schulters J. Q4 (TD) 2yd run Aletti M. Q4 (TD) 35yd interception return Arioli G. Q4 (pat) \| |                   | |               |                                                            |
| |                   | |               |                                                            |
| Lake J. Q1 (TD) 46yd pass da Marty E. Marty E. Q1 (pat) Barbagallo G. Q4 (TD) 3yd pass da Marty E. Marty E. Q4 (pat) | Marcatori         | Arioli G. Q1 (TD) 29yd pass da Harris T. Arioli G. Q1 (pat) Olson L. Q2 (TD) 34yd pass da Harris T. Arioli G. Q2 (pat) Olson L. Q2 (TD) 66yd pass da Harris T. Arioli G. Q2 (pat) Arioli G. Q4 (TD) 17yd pass da Harris T. Arioli G. Q4 (pat) Schulters J. Q4 (TD) 2yd run Aletti M. Q4 (TD) 35yd interception return Arioli G. Q4 (pat) |               |                                                            |

### Playoff
| Milano 9 giugno 2012, ore 18:00 CEST Wild Card | Rhinos Milano | 7 – 21 (0-7 0-7 0-7 7-0) referto | Giants Bolzano | Velodromo Maspes-Vigorelli (450 spett.) |
| \| \| \| \| \| Harris T. Q4 (TD) 4yd run Piccoli M. Q4 (pat) \| Marcatori \| Harris H. Q1 (TD) 4yd run Albertini N. Q1 (pat) Hicks X. Q2 (TD) 3yd run Albertini N. Q2 (pat) Bonacci M. Q3 (TD) 33yd pass da Hicks X. Albertini N. Q3 (pat) \| |               | |                |                                         |
| |               | |                |                                         |
| Harris T. Q4 (TD) 4yd run Piccoli M. Q4 (pat) | Marcatori     | Harris H. Q1 (TD) 4yd run Albertini N. Q1 (pat) Hicks X. Q2 (TD) 3yd run Albertini N. Q2 (pat) Bonacci M. Q3 (TD) 33yd pass da Hicks X. Albertini N. Q3 (pat) |                |                                         |

## Statistiche di squadra
| Competizione | %Vittorie | In casa | In casa | In casa | In casa | In casa | In casa | In trasferta | In trasferta | In trasferta | In trasferta | In trasferta | In trasferta | Totale | Totale | Totale | Totale | Totale | Totale |
| Competizione | %Vittorie | G       | V       | N       | P       | Pf      | Ps      | G            | V            | N            | P            | Pf           | Ps           | G      | V      | N      | P      | Pf     | Ps     |
| ------------ | --------- | ------- | ------- | ------- | ------- | ------- | ------- | ------------ | ------------ | ------------ | ------------ | ------------ | ------------ | ------ | ------ | ------ | ------ | ------ | ------ |
| Campionato   | .727      | 6       | 4       | 0       | 2       | 204     | 179     | 5            | 4            | 0            | 1            | 141          | 104          | 11     | 8      | 0      | 3      | 347    | 283    |
| Playoff      | .000      | 1       | 0       | 0       | 1       | 7       | 21      | -            | -            | -            | -            | -            | -            | 1      | 0      | 0      | 1      | 7      | 21     |
| Totale       | .667      | 7       | 4       | 0       | 3       | 211     | 200     | 5            | 4            | 0            | 1            | 141          | 104          | 12     | 8      | 0      | 4      | 354    | 304    |